# Lista de filmes portugueses de 2015
Lista de filmes portugueses de longa-metragem lançados comercialmente em Portugal em 2015, nas salas de cinemas.
Nota: Na coluna coprodução, passando o cursor sobre a bandeira aparecerá o nome do país correspondente.
| #  | Filme                                                     | Realização                  | Género             | Estreia         | Coprodução                     | Class |
| -- | --------------------------------------------------------- | --------------------------- | ------------------ | --------------- | ------------------------------ | ----- |
| 1  | Alda e Maria, Por Aqui Tudo Bem                           | Pocas Pascoal               | Drama, aventura    | 24 de setembro  | —                              | M/14  |
| 2  | Alto Bairro                                               | Rui Simões                  | Documentário       | 18 de junho     | —                              | M/12  |
| 3  | Amor Impossível                                           | António-Pedro Vasconcelos   | Drama              | 24 de dezembro  | —                              | M/14  |
| 4  | Bobô                                                      | Inês Oliveira               | Drama              | 14 de maio      | —                              | M/12  |
| 5  | Canções do Norte                                          | Soon-Mi Yoo                 | Documentário       | 20 de agosto    | Coreia do Sul · Estados Unidos | M/12  |
| 6  | Capitão Falcão                                            | João Leitão                 | Comédia            | 23 de abril     | —                              | M/12  |
| 7  | Carlos do Carmo: Um Homem no Mundo                        | Ivan Dias                   | Documentário       | 9 de abril      | —                              | M/6   |
| 8  | Cosmos                                                    | Andrzej Zulawski            | Drama              | 3 de dezembro   | França                         | M/14  |
| 9  | Crime                                                     | Rui Filipe Torres           | Drama              | 28 de maio      | —                              | M/16  |
| 10 | João Bénard da Costa: Outros Amarão as Coisas Que Eu Amei | Manuel Mozos                | Documentário       | 8 de outubro    | —                              | M/12  |
| 11 | O Leão da Estrela                                         | Leonel Vieira               | Comédia            | 26 de novembro  | —                              | M/12  |
| 12 | Montanha                                                  | João Salaviza               | Drama              | 19 de novembro  | França                         | M/14  |
| 13 | As Mil e Uma Noites: Volume 1, O Inquieto                 | Miguel Gomes                | Drama              | 27 de agosto    | Alemanha · França · Suíça      | M/14  |
| 14 | As Mil e Uma Noites: Volume 2, O Desolado                 | Miguel Gomes                | Drama              | 24 de setembro  | Alemanha · França · Suíça      | M/14  |
| 15 | As Mil e Uma Noites: Volume 3, O Encantado                | Miguel Gomes                | Drama              | 8 de outubro    | Alemanha · França · Suíça      | M/14  |
| 16 | Nós na Rua                                                | Luís Margalhau              | Documentário       | 25 de junho     | —                              | M/12  |
| 17 | Outra Forma de Luta                                       | João Pinto Nogueira         | Documentário       | 16 de abril     | —                              | M/12  |
| 18 | Outro País                                                | Sérgio Tréfaut              | Documentário       | 16 de abril     | —                              | M/6   |
| 19 | Para-me de Repente o Pensamento                           | Jorge Pelicano              | Documentário       | 7 de maio       | —                              | M/14  |
| 20 | O Pátio das Cantigas                                      | Leonel Vieira               | Comédia            | 30 de julho     | —                              | M/12  |
| 21 | Portugal - Um Dia de Cada Vez                             | João Canijo Anabela Moreira | Documentário       | 5 de novembro   | —                              | M/12  |
| 22 | O Primeiro Verão                                          | Adriano Mendes              | Drama              | 9 de julho      | —                              | M/12  |
| 23 | Rasgar o Céu                                              | Horacio Alcala              | Documentário       | 18 de junho     | Espanha · México               | M/6   |
| 24 | Se Eu Fosse Ladrão, Roubava                               | Paulo Rocha                 | Drama              | 14 de maio      | —                              | M/14  |
| 25 | A Uma Hora Incerta                                        | Carlos Saboga               | Drama              | 15 de outubro   | França                         | M/14  |
| 26 | Volta à Terra                                             | João Pedro Plácido          | Documentário       | 9 de julho      | —                              | M/12  |
| 27 | Vontade de Vencer                                         | André Banza                 | Musical, biografia | 3 de setembro   | Angola                         | M/12  |
| 28 | Yvone Kane                                                | Margarida Cardoso           | Drama              | 26 de fevereiro | Brasil · Moçambique            | M/12  |